# Sergei Andrejewitsch Petrow
Sergei Andrejewitsch Petrow (russisch Сергей Андреевич Петров; * 2. Januar 1991 in Sankt Petersburg) ist ein russischer Fußballspieler.

## Karriere

### Verein
Petrow begann seine Karriere bei Zenit St. Petersburg. Im Mai 2009 stand er gegen den FK Kuban Krasnodar erstmals im Kader der Profis von Zenit. Im März 2011 debütierte er schließlich in der Premjer-Liga, als er am ersten Spieltag der Saison 2011/12 gegen Terek Grosny in der 90. Minute für Szabolcs Huszti eingewechselt wurde. Nach zwei Einsätzen für Zenit wechselte er im August 2011 zum Ligakonkurrenten Krylja Sowetow Samara. In Samara kam er bis Saisonende zu 26 Einsätzen, in denen er ein Tor erzielte.
Nach 13 weiteren Einsätzen bis zur Winterpause 2012/13 wurde Petrow im Januar 2013 von Zenit zurückgekauft, wechselte allerdings direkt weiter innerhalb der Liga zum FK Krasnodar. Bis zum Ende der Spielzeit 2012/13 kam der Defensivspieler zu zehn Einsätzen für Krasnodar in der Premjer-Liga. Zur Saison 2013/14 verlor er seinen Stammplatz im defensiven Mittelfeld des Vereins und kam zu 14 Erstligaeinsätzen, wobei er zumeist eingewechselt wurde. In der Saison 2014/15 konnte er sich schließlich wieder einen Stammplatz im Team Krasnodars sichern, nun allerdings als linker oder rechter Verteidiger eingesetzt. In jener Spielzeit absolvierte er 22 Partien in der Premjer-Liga.
In der Saison 2015/16 absolvierte der Außenverteidiger 24 Spiele in der höchsten russischen Spielklasse, in der Saison 2016/17 17. 2017/18 kam Petrow in 28 Ligapartien für Krasnodar zum Einsatz, in der darauffolgenden Saison in 22. In der Saison 2019/20 absolvierte er 27 Spiele in der Premjer-Liga.

### Nationalmannschaft
Petrow kam zwischen August 2011 und Juni 2013 zu 18 Einsätzen für die russische U-21-Auswahl. Im August 2016 stand er gegen die Türkei erstmals im Kader der A-Nationalmannschaft. Sein Debüt im A-Team gab er schließlich im darauffolgenden Monat, als er in einem Testspiel gegen Ghana in der Startelf stand. Sein erstes Tor für Russland erzielte er im November 2019 in der EM-Qualifikation gegen San Marino.